# 天竜川決戦
天竜川決戦（てんりゅうがわけっせん）は、日本サッカーリーグ→ジャパンフットボールリーグにおいて1979年から行われている日本のダービーマッチの源流となる、本田技研工業浜松製作所サッカー部（現・Honda FC）対ヤマハ発動機サッカー部（現・ジュビロ磐田）による直接対決のことを指す。この直接対決の「天竜川決戦」は、静岡県西部の浜松市・磐田市・浜北市（現・浜松市浜名区）など、両クラブの本拠地の自治体を流れる天竜川から名づけられたものである。

## 歴史
この2クラブは、ほぼ時を同じくして1971年に創部（本田技研浜松は正式な企業のサッカー部、ヤマハは同好会としてスタートし、1972年から正式な企業部活動に昇格）したチーム同士で、当初は静岡県社会人サッカーリーグ→東海社会人サッカーリーグで対戦後、先に本田技研浜松が1975年、次いでヤマハも1979年に当時の日本サッカーリーグ2部に昇格し、1979年の2回総当たりの第9節（前期最終戦）で、本田技研浜松製作所都田サッカー場で最初の対戦が行われた。当時、都田グラウンドには、磐田市から駆けつけた社員や市民ら総勢観光バス13台・1500人の大応援団が詰めかけ、初めての天竜川決戦に4000人を集める盛況を見せ、地元テレビ局・静岡放送（SBS）からも生中継が行われた。
その後、1980年にヤマハが、1981年には本田技研浜松がそれぞれ日本サッカーリーグ1部昇格を果たし、1部リーグでの直接対決が実現するが、1982年に一度ヤマハが2部降格。1983年に1部リーグに復帰し、以後1991年-1992年シーズンまでの間に、JSL1部のみで20試合・本田技研浜松が7勝7分け6敗で勝ち越し（2部での2試合を入れるとヤマハが7勝1PK勝ち7分け7敗）と、ほぼ互角に争いを演じた。その後1992年のジャパンフットボールリーグ・J1で対戦したが、その年本田技研浜松がJ2に降格（その後J1の2チームが1994年にJリーグ昇格を果たした際、1・2部を統合し16チームにまとめられ、実質1年で復帰）したのに対し、ヤマハは1992年にJリーグ準会員（現・Jリーグ百年構想クラブ）の承認を得て、1993年のJ1で2位入賞→1994年に日本プロサッカーリーグ（Jリーグ）への昇格を果たしたため、この1992年のJ1における2試合を最後に、リーグ戦においての天竜川決戦は行われていない。但し、天皇杯全日本サッカー選手権大会では、Honda FCがJFLに残留した現在でも行われている。

## ホームスタジアム
| チーム名                         | スタジアム名                       | 収容人員                    | 画像                 |
| -------------------------------- | ---------------------------------- | --------------------------- | -------------------- |
| 本田技研工業浜松製作所サッカー部 | 本田技研浜松製作所都田サッカー場   | 約4000人                    | 都田サッカー場       |
| ヤマハ発動機サッカー部           | ヤマハ東山総合グラウンドサッカー場 | 約5000人（JSL・旧JFL=J1時） | ヤマハ東山サッカー場 |